# AIM-47 隼
AIM-47 隼（英語：AIM-47 Falcon）飛彈系統是一種主動雷達導引長程空對空飛彈，同時是世界第一種技術上成功的長程空對空導彈。由休斯飛機公司研發生產計畫成為XF-108轻剑战斗机和YF-12戰鬥機的主要空戰武器，但是因兩款航空載具生產計劃被取消，只生產少數預量產型飛彈做為測試評估，取消AIM-47量產計畫後研發成果後來轉移到AIM-54鳳凰飛彈計劃。AIM-47飛彈系統主要為兩項硬體裝備組成：飛彈和機載雷達射擊控制系統。

## 發展沿革
1950年代初期，美國空軍對於假想敵–蘇聯轟炸機群攻擊美國本土的威脅進行兵棋推演，以防空預警雷達、空中預警機、長程地對空防空飛彈，全天候戰鬥機、機載空對空飛彈為防禦主角外，更期望能禦敵於國境外，美國空軍提出高速、長程、全天候高性能戰鬥機為發射平台搭配長程空對空飛彈的需求計畫供廠商競標，計畫名稱為：試驗性遠程攔截機計劃（Long-Range Interceptor, Experimental LRI-X），計畫內容包含攔截機、機載雷達射控系統和長程空對空飛彈三項主要硬體設備需求。1957年4月，休斯飛機公司以GAR-X飛彈和YX-1機載雷達射控系統得標。1958年4月，北美公司XF-108轻剑战斗机贏得標案同日，休斯公司得標產品被重新命名為 GAR-9 和 AN/ASG-18。

## 飛彈

### GAR-9

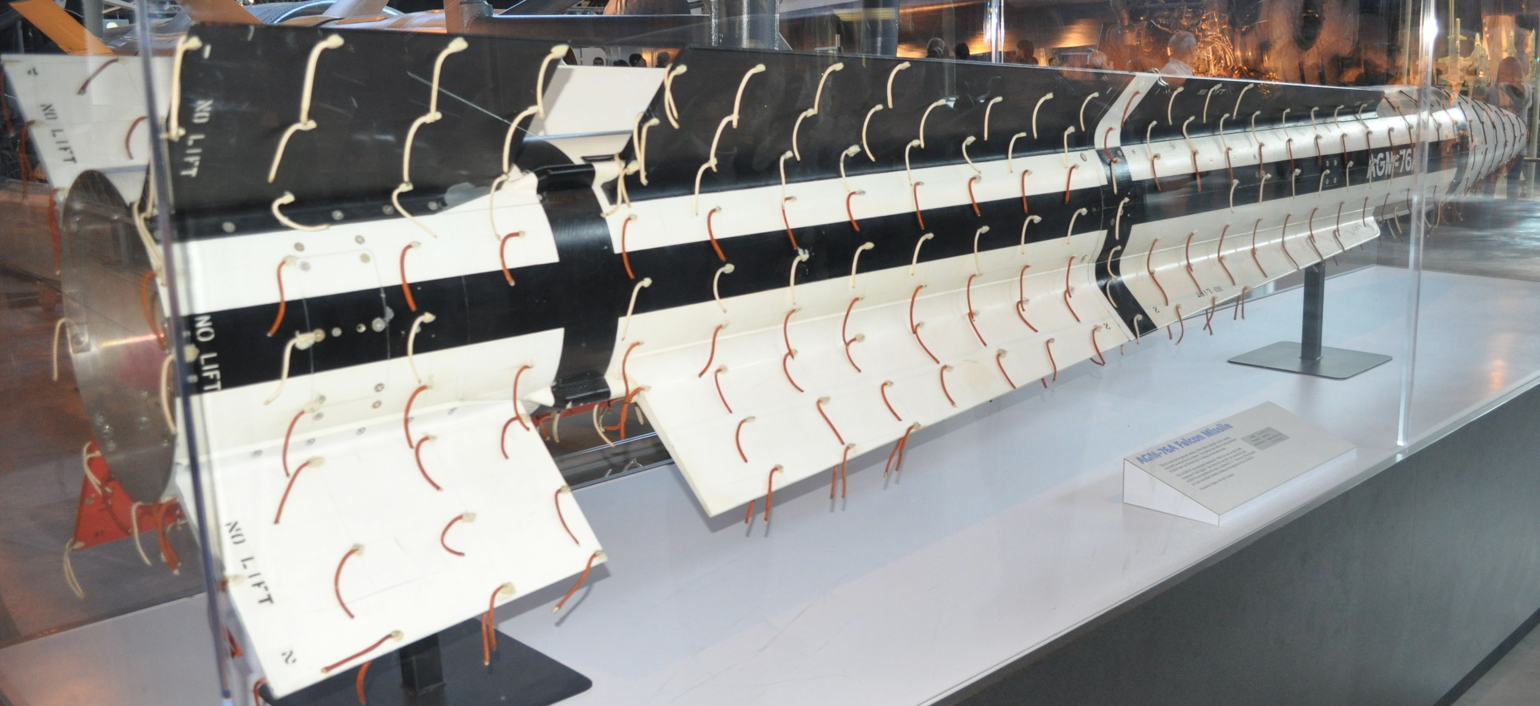
AGM-76

最初GAR-9飛彈使用最高速度可達6馬赫Aerojet-General XM59固體燃料火箭推進器，射程為25至40公里，採用半主動雷達導引，近發引信高爆破片彈頭或W42型核彈（ 核武器當量250公噸TNT），彈長為150.5英寸（約3.82公尺），翼展均為33.0英寸（約0.838公尺），彈重約818磅（约371公斤）。因火箭推進器可靠性問題改用最高速度4 馬赫 洛克希德 XSR13-LP-1 固體燃料火箭推進器，射程擴大到 160 公里。由於更換火箭推進器增進射程超出原設計的半主動雷達導引有效範圍，休斯變更設計，將飛彈尋標器改成主動雷達導引（Active Rader Homing ARH）方式。新設計的主動雷達導引尋標器，其分辨率可以鎖定116 公里距離外，雷達截面積100 平方英尺（9.3 平方米）的目標，發射後先由機載雷達指引至攔截目標位置，飛行100公里後再啟動主動雷達導引尋標器終端導引。甚至計畫增加被動式紅外線導引尋標器使飛彈擁有雙重導引模式尋標器，提高終端導引命中率。但是飛彈重量會增加82 公斤，彈體直徑增加 2 英吋，如此體積重量使XF-108 的武器艙不能容納，最後放棄增加被動式紅外線導引尋標器。1958 年飛彈放棄使用 W-42 型核彈，彈頭只用45公斤高爆破片 。1959年9月因為原型機生產進度緩慢讓空軍失望及採購費用可能超出預算取消XF-108生產計劃，但是空軍決定編列經費繼續研發AIM-47和AN/ASG-18。

### GAR-9A（AIM-47A）
1960年，洛克希德開發YF-12戰鬥機，作為 F-108 的低成本替代品，YF-12 將在駕駛艙後方配備四個機腹彈艙，一個安裝電子設備，三個各收納一枚GAR-9。GAR-9配合YF-12修改某些彈體構造比如固定式尾翼改成翻轉式尾翼減少直徑，此時飛彈重量為365公斤，飛彈命名改成 GAR-9A。YF-12原型機搭載GAR-9A進行七次試射，六次命中，一次失敗原因是飛彈供電組件故障。YF-12試射條件多半是在高速飛行（2到3.2馬赫）、高高度（2萬公尺左右）。試飛與測試的結果讓美國空軍非常滿意，1965年決定由洛克希德生產93架F-12B量產型，但是因為越戰所需軍費及美國本土面對的主要威脅不再是越過北極的轟炸機群而是洲際飛彈，1966年F-12B生產計畫被取消。根據1962年美國三軍航空器命名系統，空軍將飛彈命名改為AIM-47A。XB-70女武神式轟炸機設計攜帶AIM-47A作為自衛武器，但是蘇聯部署高性能地對空飛彈使對蘇聯的超音速高空襲擊轟炸變得不切實際之後，女武神超音速轟炸機計畫也被取消。休斯總共製造80枚預量產型AIM-47A飛彈供YF-12、B-58等發射平台測試評估。

### AGM-76 隼 反輻射飛彈
1966年，美國空軍因為AGM-45百舌鳥飛彈射程不到40公里，研製長程重型反輻射飛彈，用於對抗越南的地對空導彈雷達 ，預計使用AIM-47A的彈體，採用AGM-45百舌鳥飛彈的被動雷達導引尋標器和Mk.81的250磅（110公斤）彈頭。軍方雖然給予命名為AGM-76 隼反輻射飛彈，但是沒有正式生產。

## 機載雷達射擊控制系統
AN/ASG-18機載雷達射擊火力控制系統（Fire Control System  FSC）是美國軍方第一種脈衝多普勒雷達（Pulse-Doppler radar），也是第一種可以掃描搜索同時追蹤（Track While Scan  TWS）多重目標的機載雷達但不具備鎖定多重目標功能，搭配紅外線搜索追蹤系統 (IRST)組成AN/ASG-18，從理論上講，該系統在70000英尺（21336公尺）的高度發射飛彈能夠對抗「從海平面到10萬英尺高空飛行的所有吸氣式（推進）目標」。ASG-18火控系統是圍繞著直徑40英寸（101.6公分）的雷達天線而研發的，雷達搜索距離估計在200到300英里（322到482公里）之間，可在任意高度、100海里（185.2千米）外的地方探測到B-47大小的目標。雷達具備下視和上視功能，但一次只能追蹤鎖定單個目標，因為那個年代機載計算機性能還極為有限。整套雷達系統包含41個單獨的組件，該系統體積龐大，重達2,100磅（953公斤），佔用飛機的大部分機首空間。紅外線搜索追蹤系統能夠在45000英尺（13716公尺）的高度上，偵測到距離34.8海里（64.45公里）處約B-47大小的目標後半球（發動機尾部）。如果是迎頭方向的話，其對轟炸機目標的探測距離僅為10.3海里（19.1公里）。在任何方向上，該系統均可在76.5海里（約142公里）處探測到以3馬赫飛行的轟炸機目標——這是非常顯眼的目標，因為超音速飛行摩擦生熱作用導致蒙皮升溫非常明顯。
在XF-108的開發過程中，AN/ASG-18和AIM-47飛彈先在大幅改裝的B-58 盜賊轟炸機（軍機序號 55-665 ）上進行測試。為安裝雷達，機首加長近7英尺（2.13公尺），紅外線搜索追踪系統 (IRST)安裝在前機身的兩側，飛彈安置在機身下方特製吊艙中。機首巨大突出天線罩外觀形狀導致它被暱稱為「史努比」（Snoopy，這是美國《花生漫畫》中的角色，原型為米格魯獵兔犬，其鼻子可能有點類似改裝後的B-58機鼻） 。在「史努比」開始試飛進行機載雷達射擊控制系統和飛彈之前，XF-108 計劃被取消，但是從1960年到1963年該系統繼續在「史努比」上測試，後來移植到 YF-12繼續測試評估，直到1966年測試評估計劃完成，休斯仍繼續改良該系統直到參與TFX計劃，推出改良版本命名為AN/AWG-9。

## TFX計劃
在1960年代，為反制當時蘇聯轟炸機或潛艦發射的長程反艦飛彈威脅，美國海軍擬定VFAX計畫尋求一種續航力高、火力強（配備四枚以上長程空對空飛彈）、全天候艦隊防空（FAD）戰鬥機以保衛航艦戰鬥群。國防部長羅伯特·麥克納馬拉要求海軍與空軍共同參與TFX計劃發展出各自所需戰機，以節省研究發展成本，空軍需求是能夠全天候、以低空高速進行遠程攻擊的戰術轟炸機。

### AIM-54和AN/AWG-9
空軍方面原定和AIM-47飛彈與射控系統配套的超音速攔截機計畫相繼被取消，但飛彈與射控系統已完成測試評估，作戰性能達到空軍要求，休斯公司持續進行改良工程，將AN/ASG-18雷達射控系統朝減少重量、縮小體積、增強系統可靠性、性能提升，改良AIM-47飛彈方向朝採用固態電子元件提高可靠度，減少發射前準備時間，增強主動雷達導引尋標器性能，期望使之適合安裝在重型戰鬥機而非特定機型才能安裝。
1967年TFX的海軍版本F-111B獲選為艦隊防空（FAD）戰鬥機，海軍承接AIM-47飛彈系統技術儲備（研發AIM-47飛彈系統是空軍出錢出力）搭配F-111B，將AIM-47的放大版飛彈命名為AAM-N-11（後改名為AIM-54），AN/ASG-18改良版改名為AN/AWG-9。因為F-111B性能不足也沒有海軍所需的近戰纏鬥能力、超重且沒有解決方法，1968年初海軍提出VFX計劃徵求符合艦隊防空（FAD）戰鬥機需求的競標廠商。1968年12月通用動力公司的七架預量產型F-111B未通過海軍測試，美國海軍取消海軍版TFX生產計畫，F-111B則轉用於AIM-54和AN/AWG-9的測試平台。1969年1月VFX計劃由格鲁曼得標，搭配AN/AWG-9和AIM-54，飛彈系統性能更加強悍，能同時追蹤24個目標同時攻擊其中6個。1972年4月初，F-14以AN/AWG-9火控系統首次試射AIM-54鳳凰飛彈，往後持續測試中，海軍非常滿意F-14雄貓式戰鬥機、AN/AWG-9、AIM-54的組合成為航母戰鬥群在200英里外防空圈的強大戰力，AIM-47最終修成正果在F-14雄貓式戰鬥機找到歸宿。

## 備註
1. ↑  「史努比」的機身照片在此查看 https://www.flickr.com/photos/124811824@N06/18477455454

## 外部連結
维基共享资源上的相關多媒體資源：AIM-47 隼